# The Matador
Matador (título original: The Matador) es una película de 2005 dirigida por Richard Shepard y protagonizada por Pierce Brosnan y Greg Kinnear.

## Sinopsis
Danny, un hombre de negocios que se encuentra de viaje, conoce a Julian, un facilitador de fatalidades, en el bar del hotel donde ambos se hospedan en la Ciudad de México. Ambos están viviendo un momento que podría cambiarles la vida, Danny a punto de cerrar un trato y Julian sintiendo el peso de la soledad de varios años. Una noche ambos verán nacer una amistad al quedar ligados en un hecho que tendrá consecuencias posteriores.

## Localizaciones
La película fue filmada en su totalidad en la Ciudad de México, no obstante aparecen en la película escenas en lugares tan dispares como Sídney, Manila, Tucson, Moscú, Budapest, Las Vegas y Denver.
- Ciudad de México
- Centro histórico de Ciudad de México

## Reparto
- Pierce Brosnan, como Julian Noble.

Es un asesino a sueldo (o facilitador) que se ve forzado a retirarse por crisis psicológicas.
- Greg Kinnear, como Danny Wright.

Es un empresario con problemas financieros que verá en Julian a un amigo que le ayudará a salir de ellos.
- Hope Davis, como Carolyn "Bean" Wright.

Es la esposa de Danny.
- Philip Baker Hall como Sr. Randy.

## Premios y reconocimientos
- Nominación para Pierce Brosnan al Globo de Oro por Mejor actuación en una película de comedia o musical.
- Nominación para Pierce Brosnan al Premio IFTA (Premios Irlandeses de Cine y Televisión) por Mejor actor protagónico en una película.
- Nominación para Pierce Brosnan al Premio Saturn (Academia Estadounidense de Películas de Ciencia Ficción, Fantasía y Horror) como Mejor actor.
- Ganadora del Premio del Jurado (Festival Internacional de Cine de Fort Lauderdale) para Richard Shepard.